# Guy J
Guy Judah (nacido en 1986), conocido como Guy J, es un productor y DJ de ascendencia Israelí. Se destaca por tocar géneros como Progressive House y techno. A lo largo de su carrera musical ha liberado tres álbumes y más de 15 EPs desde el 2008. Sus registros están notados por su gran gama diversa y ancha de estilos musicales, mientras su labor como DJ está caracterizado por generar ambientes inmersivos, ricos en melodías y alto nivel musical.
En julio de 2012 funda el sello discográfico Lost & Found, apoyado por el británico DJ y productor John Digweed.
Nacido en Tel Aviv, desde el 2020 reside en Gozo, Malta.

## Carrera
Guy J empezó a ser DJ a la corta edad de 15 años, liberando su álbum de debut "Esperanza" en 2007, a la edad de 21 años, bajo el sello discográfico de John Digweed; Bedrock Records .
Luego el liberó su tercer LP llamado "The Trees, The Sea & The Sun" en noviembre de 2015. Este EP comprende dos secciones, empezando con un  techno "up-tempo" seguido por una serie de canciones "down-tempo". 
El también adoptó el alias "Cornucopia", bajo el cual liberó la canción “The Day You Got Older And Stronger”, un track utilizado por Hernan Cattaneo para abrir su set en Burning Man en 2015.

## Estilo
Guy J es conocido por sus variadas influencias musicales y estilos. Revisando su doble EP del 2013 "Seven / Milestone" para Dancing Astronaut, Dan Roy Carter escribió tras su release "Es un viaje como de "Stamina" el cual tiene un gran futuro y presencia melódica.

## Equipamiento
Su primer sintetizador era un Virus  Ti, un sintetizador analógico virtual temprano. 
Empezó su carrera como productor utilizando Ableton audio digital workstation, y el cual sigue utilizando al día de hoy para sus producciones. Sus presentaciones en vivo contienen una gran cantidad de canciones de él mismo, las cuales algunas son ID (que aun no han salido oficialmente). El se ve principalmente como productor más que como DJ.

## Discografía

### Álbumes
- Esperanza, 2007, Bedrock  Records[9]
- 1000 Words, 2011, Bedrock Records
- The Trees, The Sea & The Sun, noviembre de 2015, Bedrock Records[10]

### Singles & EPs
El siguiente es un listado incompleto:
- - "Hazui" (with Sahar Z), 2006[11]
  - "Resek" (with Ranaa), 2006
  - "Esperanza", 2008[12]
  - "Shaman", 2009[13]
  - "Pleasurety", 2009[14]
  - "Shining/1000 Words Remixes"[15]
  - "Lost & Found", 2012[16]
  - "High/Pathos", 2012[17]
  - Soul In Arp", 2012[18]
  - "Seven / Milestone", 2013[19]
  - "Nirvana", 2015[20]
  - "Guy J Remixes", 2016
  - "Aurora/Airborne", 2018[21]
  - "Day Of Light / Mind Of" (double A-side), 2020, Lost & Found[22]
  - "Beast Of Sea", 2020, Lost & Found[22]